# Salles-d’Angles
Salles-d’Angles ist eine südwestfranzösische Gemeinde mit 1007 Einwohnern (Stand 1. Januar 2022) im Département Charente in der Region Nouvelle-Aquitaine.

## Lage
Die langgestreckte Doppelgemeinde Salles-d’Angles – bestehend aus den beiden ehemals eigenständigen Ortschaften Salles (im Norden) und Angles (etwa 2,5 Kilometer südlich) – liegt auf etwa 45 Metern Höhe ü. d. M.; durch den Ortsteil Angles fließt der Fluss Né. Etwa 8,5 bis 11,5 Kilometer (Fahrtstrecke) in nördlicher Richtung trennen den Ort von der Stadt Cognac; Segonzac, der Hauptort des Kantons liegt nur etwa 12 bis 14 Kilometer östlich. Die Nachbargemeinde Gensac-la-Pallue liegt etwa 10 bis 12 Kilometer nordöstlich.

## Bevölkerungsentwicklung
| Jahr      | 1968 | 1975 | 1982 | 1990 | 1999 | 2006 | 2016 |
| Einwohner | 932  | 991  | 1119 | 1225 | 1127 | 1098 | 1035 |

Bei der ersten Volkszählung in Frankreich im Jahre 1793 hatte der Ort 824 Einwohner; im 19. Jahrhundert waren es bis zum Beginn der Reblauskrise (ca. 1865–1885), die in nahezu allen Weinbauregionen Frankreichs einen deutlichen Rückgang der Bevölkerung zur Folge hatte, lange Jahre deutlich über 1200.

## Wirtschaft
Die Landwirtschaft und vor allem der Weinbau spielten in den Dörfern der Charente immer schon eine wichtige Rolle. Während Getreide, Gemüse und Ölsaaten (Sonnenblumen) vorwiegend für den eigenen Bedarf angebaut wurden, konnte man mit dem Wein- (später auch Branntwein-) Export nach England, Schottland und andere Länder Nordeuropas gutes Geld verdienen, wobei sich allerdings die Weinbauern mit dem geringeren Teil des Verdienstes begnügen mussten. Heute gehört das Südufer der Charente bei Salles-d’Angles zur Lage der Grande Champagne innerhalb des großen Anbaugebiets der Cognac-Weine.

## Geschichte
Prähistorische und römische Spuren wurden auf dem Gebiet der heutigen Gemeinde entdeckt. Vielleicht schon in gallorömischer Zeit, auf jeden Fall seit dem Mittelalter war die Gegend besiedelt, wie es die im 12. Jahrhundert erbaute Kapelle der Komturei des Templerordens in Angles und die im 13. Jahrhundert entstandene Kirche Saint-Maurice in Salles beweisen. Über Zerstörungen in der Zeit des Hundertjährigen Krieges (1337–1453) ist nichts bekannt; auch in den Jahren der Französischen Revolution gab es keine Übergriffe auf die Kirche. Im Jahr 1856 wurden die ursprünglich eigenständigen Orte Salles de Segonzac und die Commanderie d’Angles zu einer Gemeinde zusammengelegt.

## Sehenswürdigkeiten

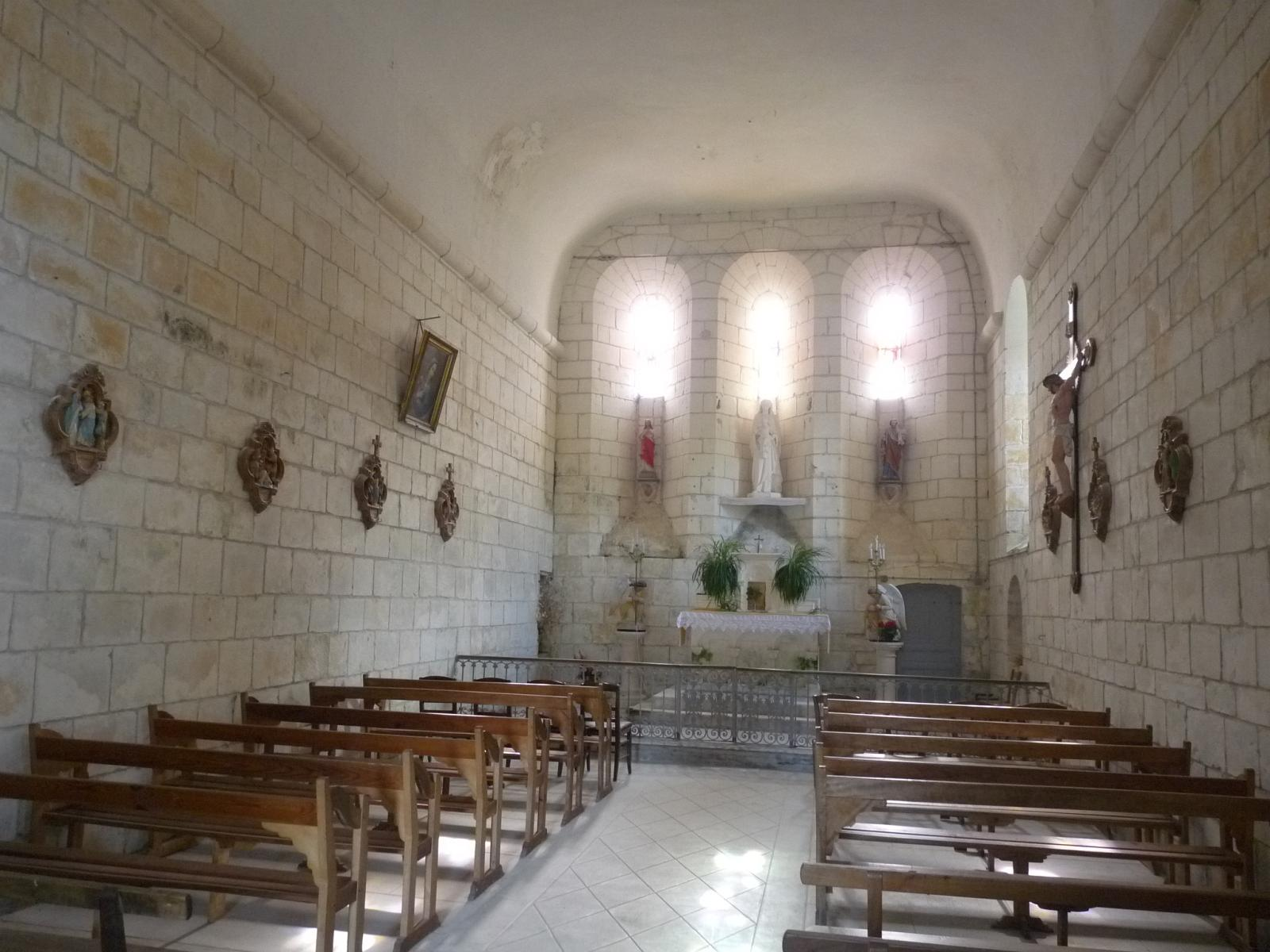
Angles – Komturei (Innenraum)

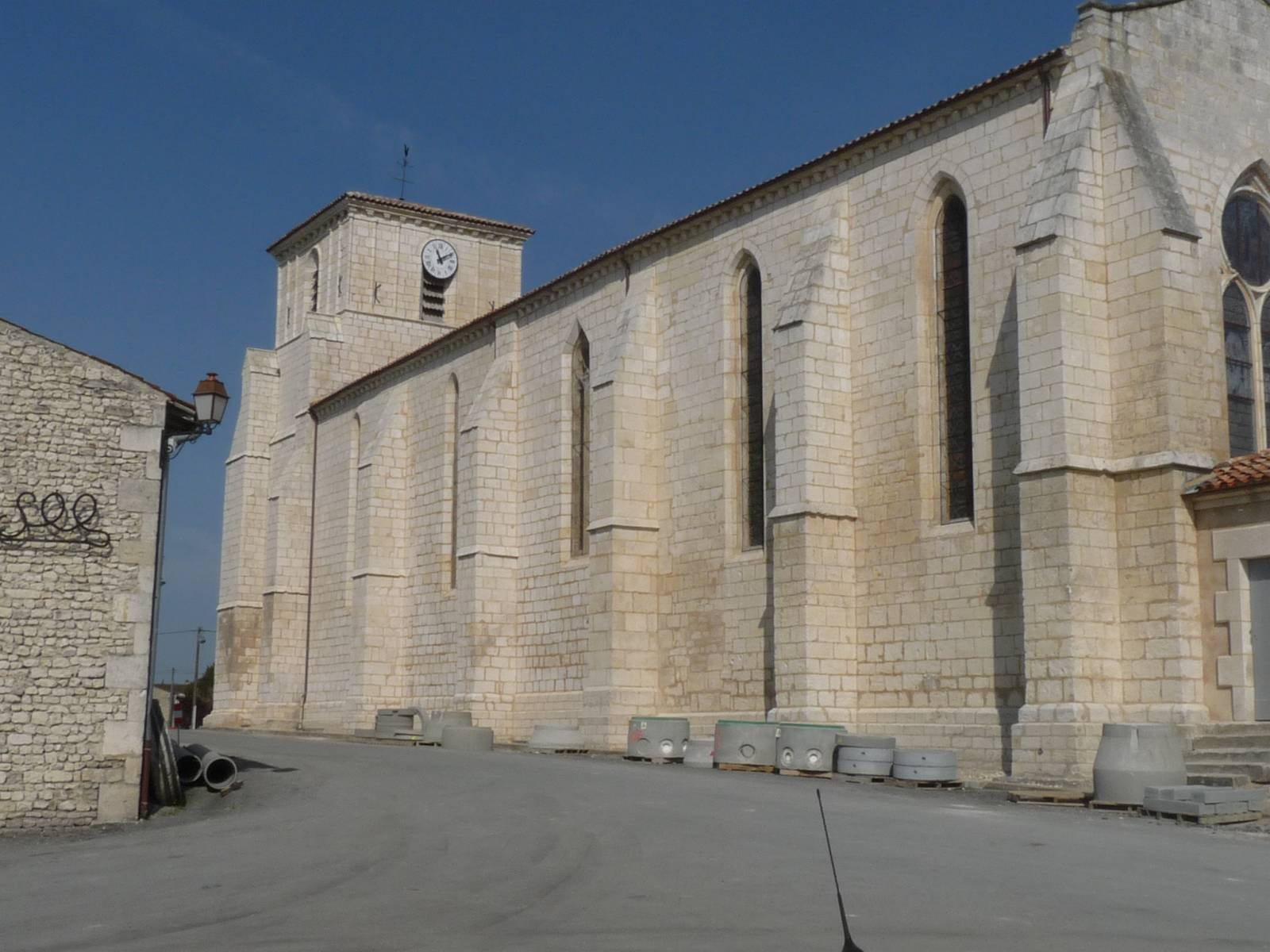
Salles – Kirche Saint-Maurice

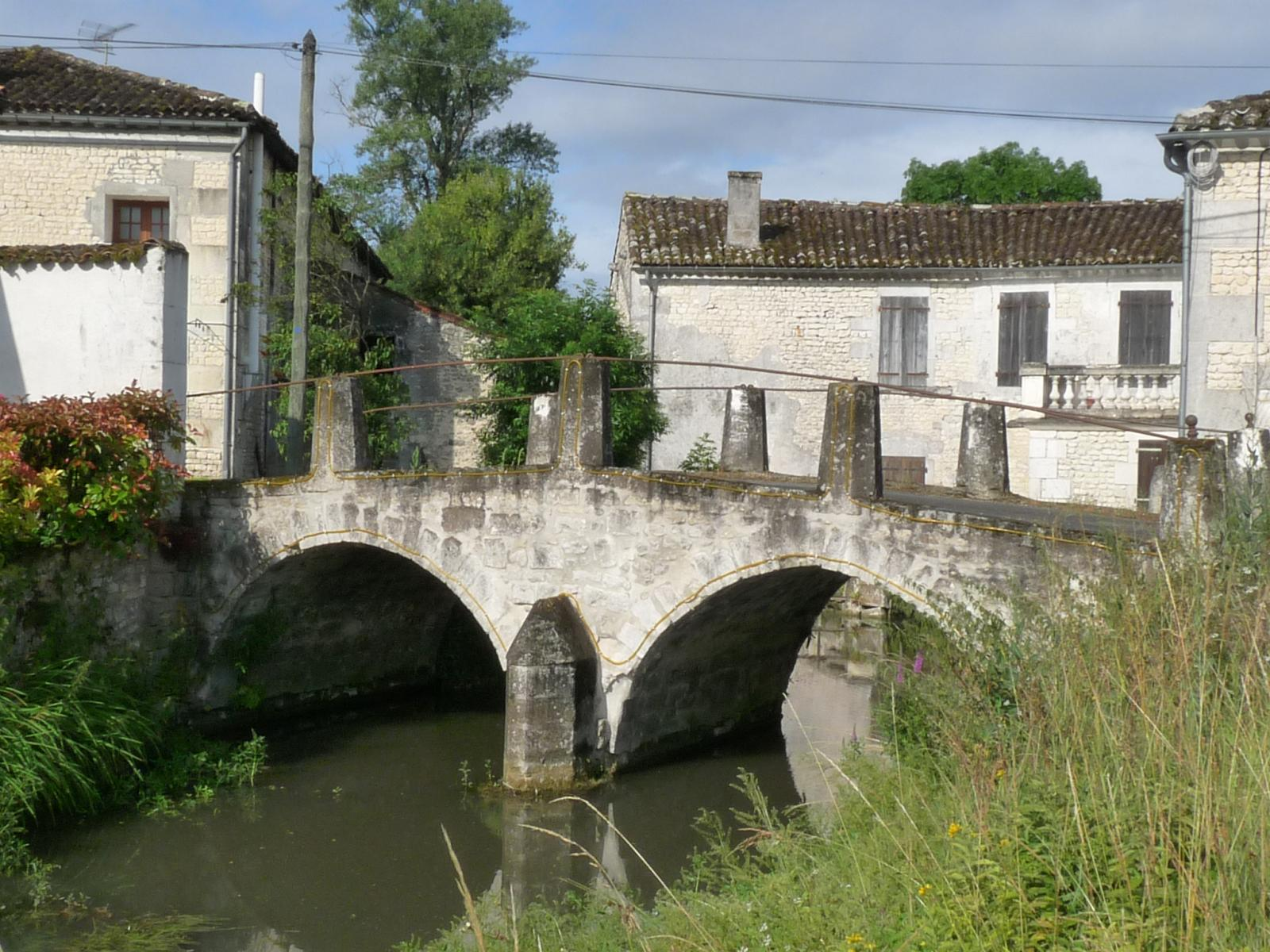
Angles – Brücke

- Der eigenartige, aber aus exakt behauenem Steinmaterial errichtete Bau des Sakralraums der Templerkomturei steht auf dem ehemaligen Friedhof des Ortsteils Angles; er hat weder eine Apsis noch einen Turm, dafür aber einen einfachen Glockengiebel, und ist auch ansonsten – vergleichbar der Templerkapelle im Nachbarort Châteaubernard – im Innern wie im Äußern vollkommen schmucklos – dennoch ist das Bauwerk seit dem Jahr 1986 als Monument historique[1] klassifiziert. Der romanische Bau aus der Mitte des 12. Jahrhunderts wurde – nach der von König Philipp IV. betriebenen Zerschlagung des Templerordens durch drei päpstliche Bullen von Clemens V. aus den Jahren 1307 bis 1312 – auf den Johanniterorden übertragen; spätestens seit dem 16. Jahrhundert wird er als Pfarrkirche genutzt und erhielt einen Sakristeianbau aus kleineren und nur grob behauenen Steinen. Ursprünglich hatte der Innenraum wohl einen offenen Dachstuhl (evtl. mit abgehängter Kassettendecke); das heutige flache Gewölbe aus Gipsstuck ist eine Zutat späterer Zeiten.
- Die einschiffige gotische Kirche Saint-Maurice steht im Ortsteil Salles; sie stammt aus dem 13. Jahrhundert, wurde in den Hugenottenkriegen (1562–1598) zerstört und im 17. Jahrhundert wiederaufgebaut. Der Kirchenbau hat einen geraden Chorschluss und ist seit dem Jahr 1991 als Monument historique[2][3] anerkannt.
- Das ehemalige Pfarrhaus und sein schöner Garten stammen aus der 2. Hälfte des 18. Jahrhunderts und dienen heute als Rathaus. Haus und Garten sind seit 1991 in die Liste der Monuments historiques[4] eingetragen.
- Die Entstehungszeit der doppelbogigen – in der Mitte leicht erhöhten – Brücke von Angles ist unbekannt – einige datieren sie ins Mittelalter, andere ins 16. Jahrhundert. Die Brücke überspannt das Flüsschen Né; die Pfeiler sind an der flussaufwärts weisenden Seite zur Ableitung von Treibgut angespitzt. Die Brücke wurde im Jahr 1986 als Monument historique[5] eingestuft.
- Ein Museum (Musée communal Gaston-Grégor) widmet sich dem Alltagsleben der Bauern im 19. Jahrhundert und zeigt land- und hauswirtschaftliche Gerätschaften. In einem Raum wurde die einfache Wohn- und Schlafstube eines Handwerkers zur Zeit der Französischen Revolution nachgebildet.
- In der Umgebung des Ortes stehen mehrere Bauernhöfe (fermes) Scheunen (granges), Wind- und Wassermühlen (moulins à vent oder moulins à eau) und ein Waschhaus (lavoir), die ebenfalls von historischer Bedeutung sind.[6]